# Maria Mezentseva
Pour les articles homonymes, voir Herman.
Maria Mezentseva (née le 10 décembre 1989 à Kharkiv) est une femme politique ukrainienne.

## Biographie
Elle est chargée par le président Zelensky de plaider pour la mise en place d'un tribunal international pour juger les crimes de guerre et plaide particulièrement contre les viols. Elle dirige la délégation ukrainienne au parlement de l'Europe.

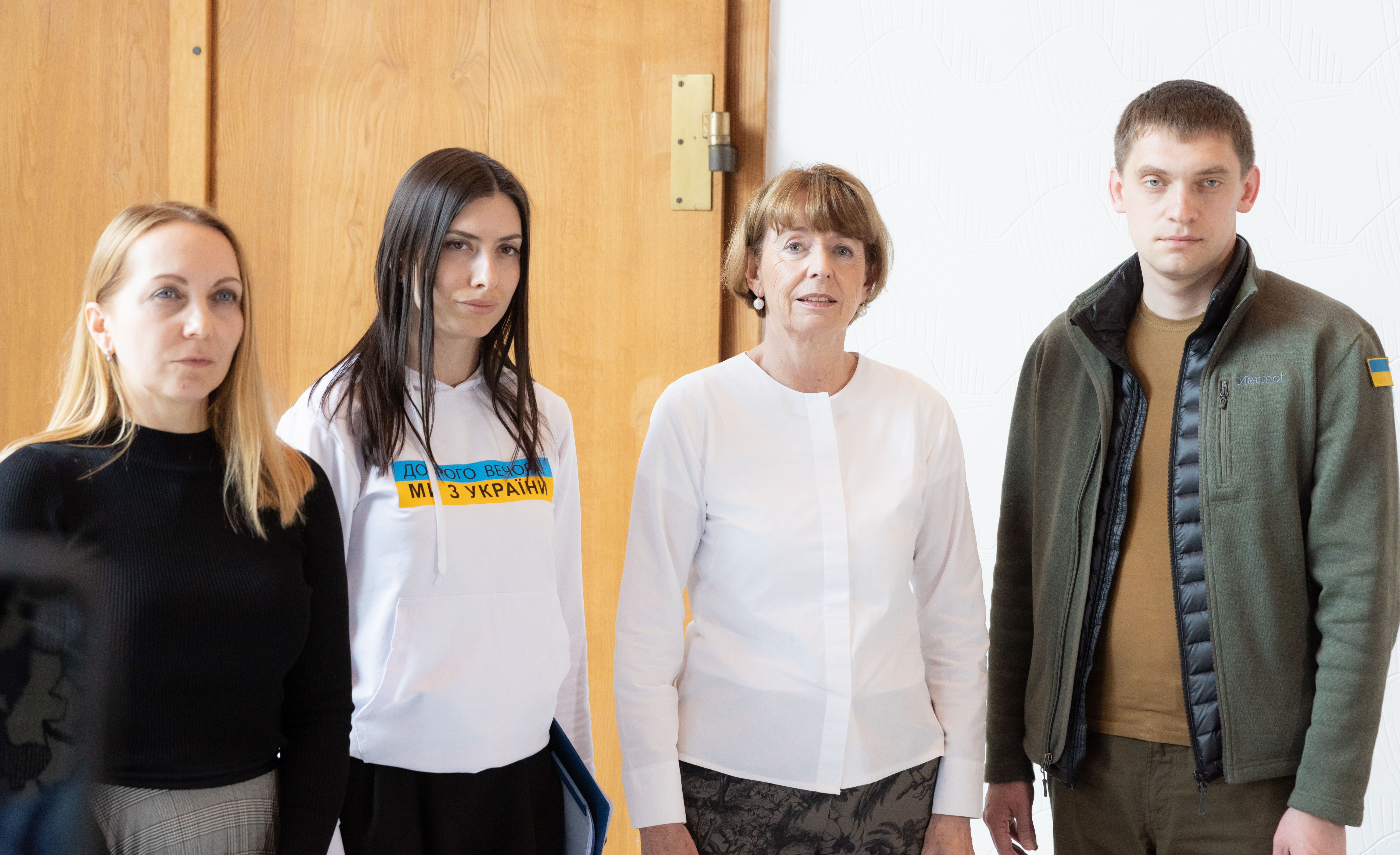
en délégation à Cologne avec Ivan Fedorov, maire de Mélitopol, Olena Khomenko, à la mairie de Cologne.

Elle est députée de la IXe rada ukrainienne sous l'étiquette Serviteur du peuple (parti politique) et, en 2015 était élue au conseil municipal  de Kharkiv sous l'étiquette Samopomitch.